# Лю Цзэюй, Пётр
 Пётр Лю Цзэюй  (кит.  劉子玉 伯鐸, 1843 г., провинция Хэбэй, Китай — 17.07.1900, провинция Хэбэй, Китай) — - святой Римско-Католической Церкви, мученик.

## Биография
Во время Ихэтуаньского восстания 1899—1900 гг. в Китае преследовались христиане. 5 июля 1900 года друг Петра Лю Цзэюй посоветовал ему спрятаться от преследований, но Пётр остался в деревне. 17 июля 1900 года правитель провинции послал двоих стражников и группу боксёров-повстанцев в деревню, где проживал Петр Лю Цзэюй, чтобы арестовать христиан. В этот же день Пётр Лю Цзэюй был схвачен. Повстанцы потребовали от него отказаться от католицизма. Пётр Лю Цзэюй не последовал их приказу, за что был подвержен пыткам и казнён.
Пётр Лю Цзэюй был беатифицирован 17 апреля 1955 года Римским Папой Пием XII и канонизирован 1 октября 2000 года Римским Папой Иоанном Павлом II вместе с группой 120 китайских мучеников.
День памяти в Католической Церкви — 9 июля.

## Источник
- George G. Christian OP, Augustine Zhao Rong and Companions, Martyrs of China, 2005, стр. 93